# Науман, Мориц Эрнст Адольф
Мориц Эрнст Адольф На́уман (нем. Moritz Ernst Adolph Naumann; 7 октября 1798, Дрезден — 19 октября 1871, Бонн) — германский медик-клицинист, преподаватель, медицинский писатель. Отец композитора Эмиля Наумана; брат минералога Карла Фридриха Наумана.

## Биография
Родился в семье композитора Иоганна Готлиба Наумана. Образование получал в Берлинском университете Фридриха-Вильгельма и в Лейпцигском университете, в котором в 1820 году получил докторскую степень, а в 1824/1825 учебном году преподавал.
В 1825 году стал экстраординарным профессором Берлинского университета. С 1828 года — ординарный профессор Боннского университета; в 1842/1843 и 1865/1866 учебных годах избирался ректором этого университета. В 1851—1864 годах был директором Клинического института (то есть всех клиник Боннского университета), что стало главной его деятельностью.
С 1864 года оставил руководство клиниками. Умер в Бонне 19 октября 1871 года.
Научные интересы Наумана касались истории медицины, медицинской географии, климатологии, бальнеологии, общей патологии. Написал достаточно большое количество научных трудов, сотрудничал во множестве медицинских периодических изданиях. Его главные работы:
- «Handbuch der mediz. Klinik» (8 томов 1829—1839; 1-й том был переиздан в 1847 году)
- «Pathogenie» (1840—1844)
- «Allgemeine Pathologie und Therapie» (1851)
- «Ergebnisse und Studien aus d. mediz. Klinik zu Bonn» (1858—1860)